# Андроцид (піфагорець)
Андроцид ( дав.-гр. Ἀνδροκύδης   ) був піфагорійцем, чия праця «Про піфагорійські символи »  збереглася лише у розкиданих фрагментах. Дата його життя не є точною; він жив до 1 століття до нашої ери , але, можливо, ще в 4 столітті. Частота, з якою Андроцид згаданий в інших роботах, означає те, що він був головним джерелом пізнішої піфагорійського звичаю, а також його інтерес у вивченні історичного розвитку літературного та філософського символу . 

## Піфагорійські символи
Уолтер Буркерт зобразив Андроцида у своїй стемі піфагорійських символів , що складається з гномічних висловлювань або сентенцій.  Андроцид вважався одним з найважливіших джерел на тему акоусмати . 
Відповідно до слів Гранта (2002), він сказав, що вино і м’ясо шкодять розуму . 
Перефрази його роботи в пізніших авторах демонструють його спосіб інтерпретації цих поведінкових обмежень. Наприклад, «Не переступайте через ярмо» слід розуміти як «Не порушуйте правосуддя». Ці тлумачення вказують на те, що заборони мали приховане значення для тих, хто бажає обміркувати їх і довідатися, що символи також є загадками ( αἰνίγματα ). 
Граматик 1 століття до нашої ери Трифон посилається на роботу Андроцида в розділі про літературні загадки, які він визначає як затемнені або неясні алегорії . Трифон має на увазі те, що Андроцид не робив чіткої різниці між поетичним і філософським способами трактату, оскільки він цитував уривки з Гесіода в інтерпретації піфагорійських символів. 

## Символи і магія
Андроцид розглядав Ephesia grammata або ритуалізовані «магічні слова», що використовуються для заклинань або амулетичних написів, як алегоричну мову, що містить теологічні прозріння, «загадкову форму природної теології ».  Андроцид інтерпретує слова через відчутну лексичну та фонетичну подібність з грецькою. Його коментар до, мабуть, найвідомішого рядка таких складів — askion kataskion lix tetrax damnameneus aision  — перефразований Климентом Олександрійським :
Андроцид ... говорить, що знаменитий так звані ефеські літери впорядковані як алегорії: askion означає темряву» через те, що  темрява не кидає тіні (skia); катаскіон означає «світло», оскільки відкидає тінь своїм світлом (kataugazei); lix — старовинне слово, що означає «земля»; tetrax означає «рік» через (чотири) пори року;damnameneus означає Сонце, яке всесильне (damazon); aisia означає «справжній голос».  Алегорія згадує те, що божественні речі були влаштовані належним чином , наприклад, темрява по відношенню до світла, сонце щоб створити рік і землю, щоб зробити можливим усе природне з'являлось на світ.

## Лікар?
Були зроблені деякі спроби ідентифікувати цього Андроцида з Андроцидом, який був лікарем Олександра Македонського .  Дієтична дисциплінованість Піфагора щодо вина (погане) і капусти (хороше)  може бути відображена в порадах лікаря горезвісному завойовнику, що п’є вино.